# Шитрок
«Шитрок» — макси-сингл группы «Оргия Праведников», выпущенный в 2012 году. Название сингла и заглавной песни означает «говнорок» — презрительное название русского рока.
Дизайн буклета и обложки выполнил Александр Уткин.
Презентация диска состоялась  в клубе «Б2» в Москве 5 февраля 2012-го года.

## Состав сингла
Сингл содержит четыре ранее не издававшихся композиции, однако одна из них — песня Дмитрия Аверьянова «Наша Родина — СССР» уже несколько лет исполнялась «Оргией Праведников» на концертах (например, она вошла в концертный альбом 2010 года «Вперёд и вверх»).
Песни «Шитрок» и «Чёрная земля» в должны были войти в альбом «Для тех, кто видит сны. Vol.2», но в результате туда попала только перезаписанная заново «Чёрная земля».
Песня «Чёрная земля» посвящена Егору Летову, и по словам Сергея Калугина была написана после того, как он «явственно услышал, как внутри моей головы Егор поёт строчку про чёрную землю».
«Королевская свадьба» изначально была написана для трибьюта Алексея Рыбникова «На перекрёстках детства» в 2006-м году. В основу песни была положена тема «Лестница в небо» из кинофильма «Тот самый Мюнхгаузен». Песня вошла в первый тираж трибьюта, но из дальнейших изданий была исключена, а Алексей Рыбников запретил группе «Оргия Праведников» исполнять её на концертах. Для издания в «Шитроке» песня была полностью переработана: Юрий Русланов заменил «Лестницу в небо» собственной музыкой, не имеющей с мелодией Рыбникова ничего общего.

## Чарты и премии
24 августа 2012-го года песня «Наша Родина — СССР» заняла первое место в хит-параде Нашего радио — Чартовой дюжине. Всего песня продержалась в Чартовой Дюжине 11 недель.
Кроме того, сингл «Шитрок» и песня «Наша Родина — СССР» вошли в короткий список премии «Чартова дюжина — 2013», но наград не получили.
В январе 2014-го года, по итогам опросов слушателей, «Наша Родина — СССР» заняла десятое место в списке 500 лучших песен «Нашего радио».

## Участники записи
Группа «Оргия Праведников»
- Сергей Калугин:  акустическая гитара, вокал, бэк-вокал
- Алексей Бурков: электрогитара, акустическая гитара, мандолина, бэк-вокал, перкуссия, программирование, спецэффекты
- Юрий Русланов: флейты, клавишные, бэк-вокал, акустическая гитара, программирование, спецэффекты
- Артемий Бондаренко: бас-гитара, клавишные, бэк-вокал
- Александр Ветхов: ударные, перкуссия, бэк-вокал

А также:
- Ирина Вылегжанина — виолончель («Шитрок», «Черная Земля»)
- Елена Юркина — сопрано («Шитрок», «Королевская Свадьба»)
- Александр Миткевич (группа «Tintal») — труба («Наша Родина — СССР», «Королевская Свадьба»)
- Павел Фахртдинов — вокал («Королевская Свадьба»)
- Анна Чекасина (арт-проект «Шёпот») — вокал («Королевская Свадьба»)
- Наталья Иванова — аккордеон («Шитрок»)
- Наталья Свирина — альт («Королевская Свадьба»)
- Андрей Кузнев — вокал-тенор («Королевская Свадьба»)
- Андрей Капланов — вокал-бас-баритон («Королевская Свадьба»)
- Максим Семенов (группа «Tintal») — валторна («Королевская Свадьба»)
- Денис Новиков — тромбон («Королевская Свадьба»)
- Денис Забавский — балалайка («Шитрок»)
- Елена Забавская — домра («Шитрок»)
- Детский хор Центра Образования № 1862 под руководством Натальи Курочкиной («Королевская Свадьба»)
- Олег Козлов — перкуссия («Шитрок», «Королевская Свадьба»)
- Елена Ярыгина (Михайлова) — народный вокал («Шитрок»)
- Леонид Брежнев (использована архивная запись) — голос («Наша родина — СССР»)

Звукозаписью занимались Андрей Равин, Артемий Бондаренко, Алексей Бурков и Юрий Русланов. Сингл был записан на собственной студии «Оргии Праведников» («Just Studio») и на домашней студии Юрия Русланова («YUR records»).

## Список композиций
| Номер композиции | Название              | Длительность |
| ---------------- | --------------------- | ------------ |
| 1                | «Шитрок»              | 3:42         |
| 2                | «Чёрная земля»        | 3:20         |
| 3                | «Наша родина — СССР»  | 3:51         |
| 4                | «Королевская свадьба» | 10:12        |